# Brogue
Brogue (von schott.-gäl. bròg, ir. bróg „Schuh“) ist der Oberbegriff für eine bestimmte Gruppe von Schuhen beziehungsweise Schuhmodellen, die sich durch Lochverzierungen des Schafts (Schaftteilkanten und Vorderkappe) auszeichnen.

## Historisches

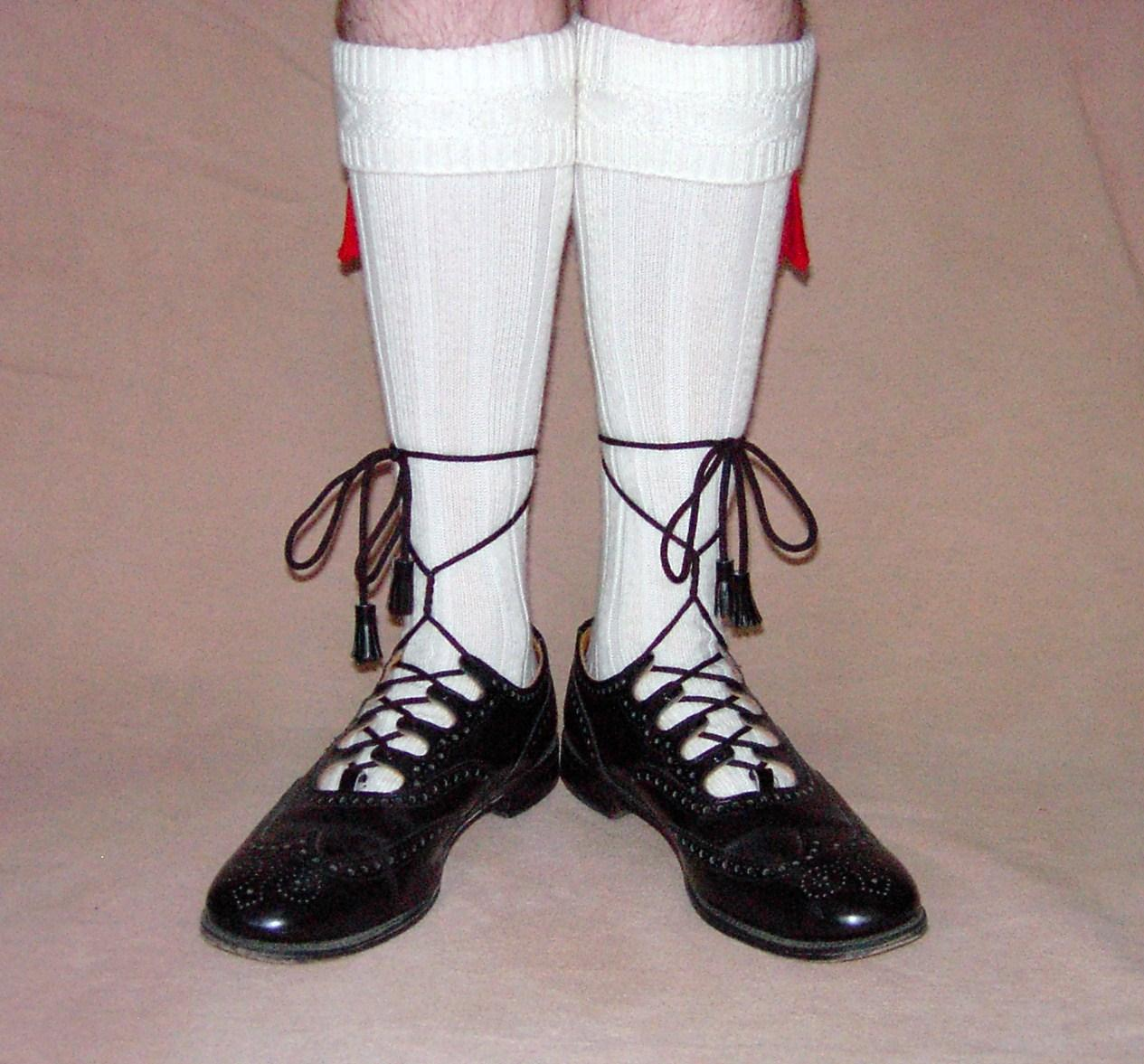
Moderne Ghillie Brogues

Brogues gehen auf Hirten in Schottland und Irland zurück, welche sich Löcher in ihre Schuhe bohrten, um das auf sumpfigem Boden in die Schuhe eingedrungene Wasser wieder ausfließen lassen zu können. Gleichfalls unterstützten die Öffnungen eine schnellere Trocknung.
Später wurde die Praxis über die Jäger des schottischen Adels allgemein gesellschaftsfähig. Im 18. Jahrhundert bewährte sich der Brogue bereits als fester Standardschuh der arbeitenden Landbevölkerung Großbritanniens. Noch heute gibt es jedoch die sog. ghillie brogues oder ghillies, benannt nach den schottischen Wildhütern. Diese Variante, die ohne Zunge auskommt und am Fußgelenk geschnürt wird, trägt man bevorzugt zum Kilt.
Die drei üblichen Varianten des Brogue (Half- oder Semibrogue, Fullbrogue, Longwing) kamen Anfang des 20. Jahrhunderts erstmals in Mode.

## Varianten

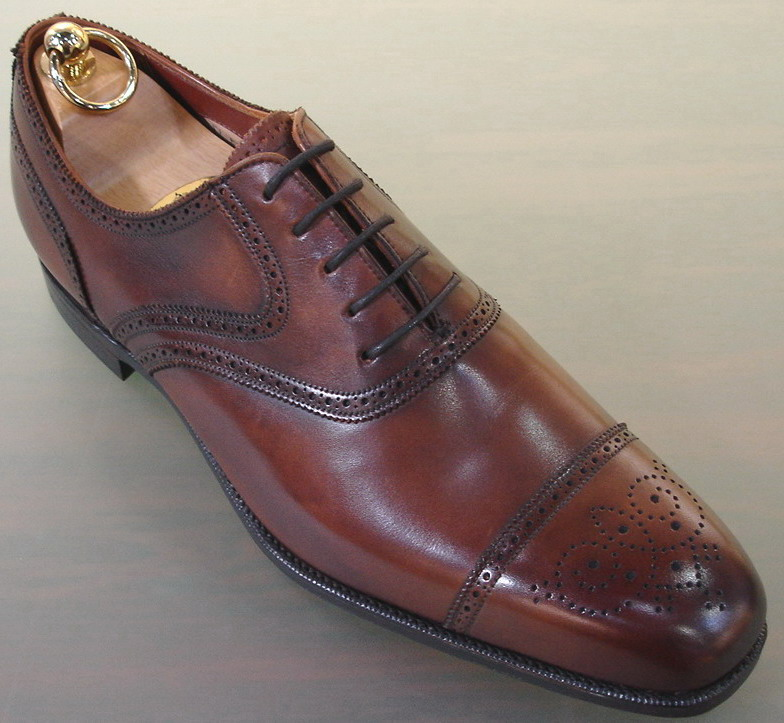
Semibrogue (Grenson)

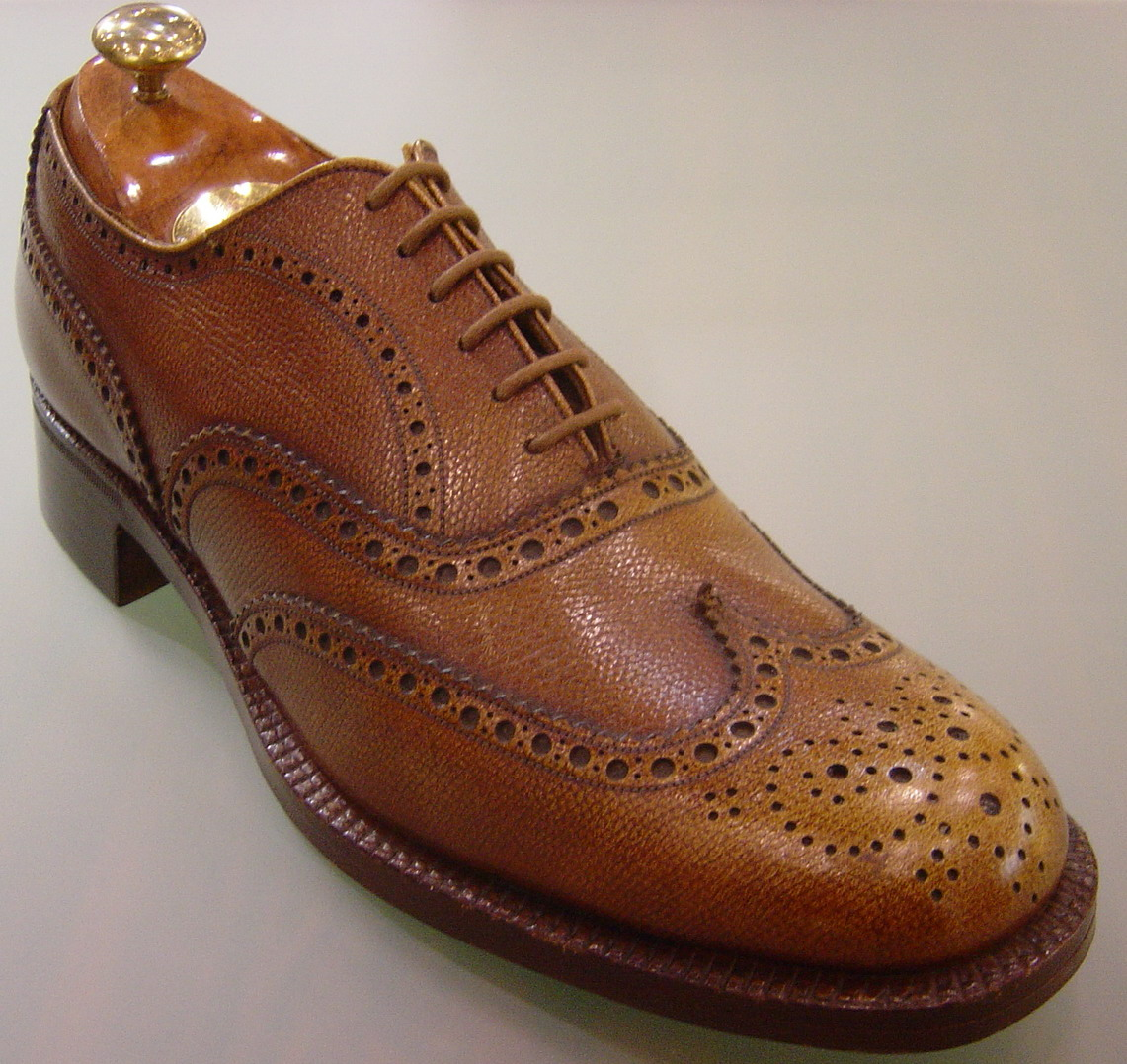
Fullbrogue (Grenson)

Die heutigen Brogues sind nicht mehr mit durchgehenden Löchern versehen. Stattdessen sind die zusätzlich aufgesetzten äußeren Schaftteile mit einer Lochverzierung (Broguing) versehen. Man unterscheidet die Gruppe der Brogues in:

### Half- oder Semibrogue
Bei diesen Schuhmodellen ist nur die von außen zusätzlich auf den Schaft aufgesetzte Vorderkappe (so genannte Querkappe) mit einer ornamentalen Lochlinienverzierung, die so genannte Rosette und der Rand der Vorderkappe häufig mit einer Lyralochung versehen. Sonst ist dieses Modell mit Verzierungen sehr zurückhaltend; selten sind andere Schaftteilkanten verziert (Lochung oder Auszackung). Halfbrogues werden zumeist aus glattem Kalbleder gefertigt. Häufig werden sie mit der offenen Derby- oder mit der geschlossenen Oxfordschnürung hergestellt.

### Fullbrogue
Dieses Schuhmodell hat statt einer geraden Vorderkappe (Querkappe) eine so genannte Flügelkappe (siehe Abbildung), die bis auf die Seite des Schafts reicht. Sowohl die Kanten der Flügelkappe als auch die sonstigen Schaftteilkanten sind mit einer Lyralochung versehen oder/und ausgezackt. Die Lyralochung ist eine Stanztechnik, bei der je zwei übereinander stehende kleine Löcher auf ein größeres Loch folgen. Dieses Muster variiert in der Regel nur in der Lochgröße, seltener in der Lochform. Zentral auf der Oberseite der Flügelkappe, oberhalb der Schuhspitze ist eine Rosette als Lochverzierung angebracht. Typisch für Fullbrogues ist auch eine aufgesetzte Fersenkappe. Fullbrogues werden oft mit geprägtem Scotchgrain Oberleder gefertigt.

### Longwing
Der Longwing hat eine Flügelkappe, deren seitliche Ausläufer (die Flügel) bis nach hinten an die Fersennaht reichen. Deshalb hat er auch keine zusätzlich aufgesetzte Fersenkappe. Ansonsten gelten die Merkmale des in den USA entwickelten Fullbrogues. Er besitzt zumeist eine offene Schnürung und wirkt dann dadurch eher sportlich und gilt in erster Linie als passender Begleiter zur Freizeitkleidung.

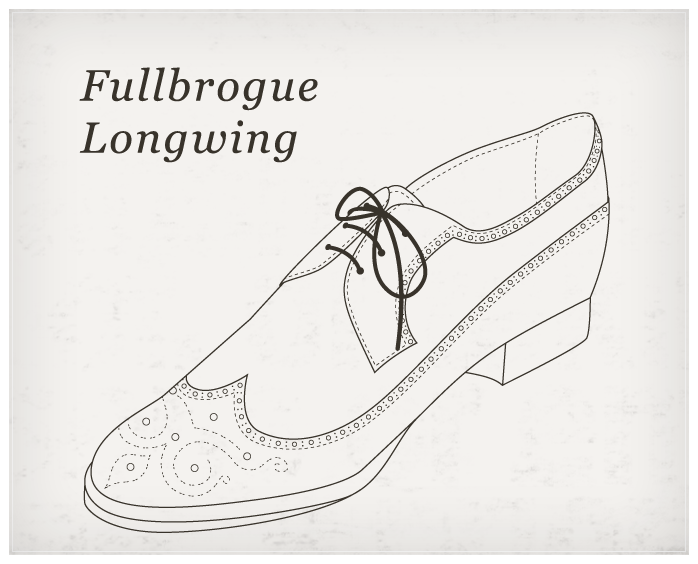
Fullbrogue Longwing

Half- und Fullbrogues gibt es sowohl mit offener Schnürung (Derbytyp) oder geschlossener Schnürung (Oxfordtyp); der Longwing wird zumeist mit offener Schnürung (Blüchertyp) gebaut.

## Verwendung
Mit Lochverzierungen (Broguings) versehene Schuhe sind zumeist Herrenschuhe. Der Halfbrogue ist noch zum Geschäftsanzug kombinierbar. Der Fullbrogue gilt hingegen mehr als sportlicher Schuh und wird demzufolge eher mit sportlichen Kombinationen oder (insbesondere in brauner Farbe und gröberen oder rauen Oberledern) zur Freizeitkleidung getragen. Die sportliche Anmutung ist beim Longwing besonders stark ausgeprägt, weshalb dieser nicht mit Businesskleidung kombiniert wird, sondern der Freizeitkleidung vorbehalten ist.

## Unterschied zum Budapester
Im allgemeinen Sprachgebrauch werden manchmal Fullbrogues im Derby-Schnitt als Budapester bezeichnet. Doch der Brogue ist schlanker und hat neben weiteren optischen Unterscheidungsmerkmalen gegenüber dem Budapester-Schuhmodell eine normal gerundete, abfallende Schuhspitze.